# Kulerzów
Kulerzów [pronunciación en polaco: /kuˈlɛʐuf/] es un pueblo ubicado en el distrito administrativo de Gmina Mogilany, dentro del Condado de Kraków, Voivodato de Pequeña Polonia, en Polonia del sur. Se encuentra aproximadamente a 3 kilómetros al noroeste de Mogilany y a 14 kilómetros al suroeste de la capital regional Cracovia.